# Fenyvesi György
Fenyvesi György (Csepel, 1925. március 20. – 1998. január 1.) magyar bajnok labdarúgó, csatár.

## Pályafutása
1945 és 1952 illetve 1956 és 1957 között a Csepel labdarúgója volt és tagja volt az 1947–48-as bajnokcsapatnak. A csepeli klub egyik legeredményesebb csatára volt.
1961-től 1977-ig a Csepel SC gyúrója volt.

## Sikerei, díjai
- Magyar bajnokság
  - bajnok: 1947–48